# Communion mondiale d'Églises réformées
 (octobre 2010).
Si vous disposez d'ouvrages ou d'articles de référence ou si vous connaissez des sites web de qualité traitant du thème abordé ici, merci de compléter l'article en donnant les références utiles à sa vérifiabilité et en les liant à la section « Notes et références ».
La Communion mondiale d'Églises réformées (en anglais World Communion of Reformed Churches) est un organisme œcuménique international regroupant et coordonnant la majorité des Églises réformées du monde. La dénomination réformée est la première dénomination protestante par le nombre de ses membres, au nombre de 80 millions dans 108 pays en 2019.
Depuis 2017, la présidente est Najla Kassab (en), pasteure du synode de l'Église réformée de Syrie et du Liban (en). La CMER a ses bureaux à Hanovre, en Allemagne,.

## Histoire
En 1875, plusieurs organisations d'Églises réformées s'unissent à Londres, au Angleterre.
En juin 2010, la Communion mondiale d'Églises réformées nait de la fusion de l'Alliance réformée mondiale et du Conseil œcuménique réformé lors de l'Assemblée générale de l'unification, au Calvin College de Grand Rapids, aux États-Unis,.
Le 3 juillet 2017 à Leipzig, elle adopte une déclaration de foi sur l'ordination des femmes. Les Eglises réformées de chaque pays s'engagent à ce que les femmes puissent participer à tous les ministères de l’Église, notamment être pasteures. Elles précises que « Leur emploi et les indemnisations afférentes seront déterminés sur les mêmes bases que ceux des hommes. ».
Le 5 juillet 2017 à Wittemberg, elle rejoint la Déclaration commune sur la justification par la foi, signée également par l'Église catholique, la Fédération luthérienne mondiale et le Conseil méthodiste mondial.

## Organisation interne

### Conseil régionaux
Les Églises membres de la CMER sont regroupées par régions géographiques et certaines d'entre elles sont rassemblées dans des conseils régionaux :
1. Africa Communion of Reformed Churches
2. Alianza de Iglesias Presbiterianas y Reformadas de América Latina
3. Caribbean and North American Area Council
4. Communion of Reformed Churches in Indonesia
5. Northeast Asia Area Council
6. WCRC Europe

### Églises membres
- Afrique du Sud :

1. Église presbytérienne évangélique en Afrique du Sud
2. Nederduitse Gereformeerde Kerk, Église réformée néerlandaise ;
3. Église réformée hollandaise en Afrique
4. Église réformée néerlandaise d'Afrique
5. Église Maranatha réformée du Christ
6. Église presbytérienne d'Afrique
7. Église réformée en Afrique
8. Église congrégationnaliste unie d'Afrique australe
9. Église presbytérienne unie en Afrique australe
10. Église presbytérienne unifiante d'Afrique australe
11. Église du peuple d'Afrique

- Algérie :

1. Église protestante d'Algérie

- Allemagne :

1. Église protestante réformée ;
2. Die Evangelisch-altreformierte Kirche in Niedersachsen
3. Église de Lippe
4. Alliance réformée allemande

- Angola :

1. Igreja Evangélica Congregacional em Angola (Église évangélique congrégationaliste en Angola),
2. Igreja Evangélica Reformada de Angola (Église évangélique réformée d'Angola)

- Argentine :

1. Église évangélique congrégationnelle d'Argentine
2. Église évangélique du Rio de la Plata
3. Églises réformées en Argentine

- Australie :

1. Église unifiée d'Australie
2. Congregational Federation of Australia (Fédération congrégationaliste d'Australie)

- Autriche :

1. Evangelische Kirche in Österreich (Église évangélique en Autriche)

- Bangladesh :

1. Church of Bangladesh
2. Evangelical Reformed Presbyterian Church in Bangladesh

- Belgique :

1. Église protestante unie de Belgique

- Bolivie :

1. Iglesia Evangélica Presbiteriana en Bolivia (Église évangélique presbytérienne en Bolivie)

- Botswana :

1. Dutch Reformed Church in Botswana (Église réformée hollandaise au Botswana)

- Brésil :

1. Igreja Evangélica Arabe de São Paulo (Église évangélique arabe de São Paulo)
2. Igrejas Evangélicas Reformadas no Brasil (Églises évangéliques réformées au Brésil)
3. Igreja Presbiteriana Independente do Brasil (Église presbytérienne indépendante du Brésil)
4. Igreja Presbiteriana Unida do Brasil (Église presbytérienne unie du Brésil)

- Bulgarie :

1. Evangelaska Kongreschanska Zewrkwa (Église évangélique congrégationaliste)

- Burkina Faso :

1. Association des Églises évangéliques réformées du Burkina Faso

- Îles Caïmans :

1. United Church in Jamaica and the Cayman Islands, (Église unie de la Jamaïque et des îles Caïmans)

- Cameroun :

1. Église presbytérienne du Cameroun,
2. Église protestante africaine (Lolodorf),
3. Église presbytérienne camerounaise
4. Église évangélique du Cameroun

- Canada :

1. Église presbytérienne du Canada
2. Église unie du Canada (United Church of Canada)
3. Christian Reformed Church in North America (Église réformée chrétienne en Amérique du Nord)

- Chili :

1. Iglesia Evangélica Presbiteriana en Chile (Église évangélique presbytérienne au Chili)
2. Iglesia Presbiteriana de Chile (Église presbytérienne du Chili)

- Chine :

1. China Christian Council (Conseil chrétien de Chine)

- -  Hong Kong :

1. The Hong Kong Council of the Church of Christ in China, (Conseil de Hong Kong de l'Église du Christ en Chine)

- Colombie :

1. Iglesia Presbiteriana de Colombia (Église presbytérienne de Colombie)

- République du Congo :

1. Église Évangélique du Congo

- Corée du Sud :

1. Presbyterian Church in the Republic of Korea (Église presbytérienne en République de Corée)
2. Presbyterian Church of Korea (Église presbytérienne de Corée)
3. Presbyterian Church in Korea (Baek Seok)

- Costa Rica :

1. Iglesia Evangélica Presbiteriana Costarricense (Église évangélique presbytérienne costaricaine)

- Croatie :

1. Reformirana Krscanska Crkva U Hrvatskoj (Église chrétienne réformée en Croatie)

- Cuba :

1. Iglesia Presbiteriana-Reformada en Cuba (Église presbytérienne-réformée à Cuba)

- Danemark :

1. Reformierte Synode in Dänemark (Synode réformé au Danemark)

- Égypte :

1. Evangelical Church of Egypt, Synod of the Nile (Église évangélique d'Égypte - Synode du Nil)

- Équateur :

1. Iglesia Evangélica Unida del Ecuador (Église évangélique unie d'Équateur)

- Espagne :

1. Iglesia Evangélica Española (Église évangélique espagnole)

- États-Unis :

1. Christian Reformed Church in North America (Église chrétienne réformée en Amérique du Nord)
2. Cumberland Presbyterian Church (Église presbytérienne Cumberland)
3. Cumberland Presbyterian Church in America (Église presbytérienne Cumberland en Amérique)
4. Evangelical Presbyterian Church (Église presbytérienne évangélique)
5. Hungarian Reformed Church in America (Église réformée hongroise en Amérique)
6. Lithuanian Evangelical Reformed Church (Église réformée évangélique lituanienne)
7. Presbyterian Church (USA) (Église presbytérienne (E-U))
8. Reformed Church in America (Église réformée en Amérique)
9. Korean Presbyterian Church in America (Église presbytérienne coréenne en Amérique)
10. United Church of Christ (Église unie du Christ)
11. Christian Reformed Church in North America (Église réformée chrétienne en Amérique du Nord)

- Éthiopie :

1. Église évangélique éthiopienne Mekane Yesus

- France :

1. Église protestante unie de France
2. Union des Églises protestantes d'Alsace et de Lorraine
3. Église protestante malgache en France (Fiangonana Protestanta Malagasy aty Andafy )
4. Union nationale des Églises protestantes réformées évangéliques de France (UNEPREF)

- Ghana :

1. Evangelical Presbyterian Church (Église presbytérienne évangélique)
2. Presbyterian Church of Ghana (Église presbytérienne du Ghana)

- Grèce :

1. Helleniki Evangeliki Ekklesia (Église évangélique grecque)

- Grenade :

1. Presbyterian Church in Grenada (Église presbytérienne à Grenade)

- Guatemala :

1. Iglesia Evangélica Nacional Presbiteriana de Guatemala (Église évangélique nationale presbytérienne du Guatemala)

- Guinée équatoriale :

1. Iglesia Reformada Presbiteriana de Guinea Ecuatorial (Église réformée presbytérienne de Guinée équatoriale)

- Guyana :

1. Guyana Congregational Union (Union congrégationnelle du Guyana)
2. Presbyterian Church of Guyana (Église presbytérienne du Guyana)
3. Guyana Presbyterian Church (Église presbytérienne guyanienne)

- Honduras :

1. Iglesia Cristiana Reformada de Honduras (Église chrétienne réformée du Honduras)

- Hongrie :

1. Magyarországi Reformatus Egyház  (Église réformée en Hongrie)

- Îles Salomon :

1. United Church in Solomon Islands (Église unie aux Îles Salomon)

- Inde :

1. Church of North India (Église de l'Inde du Nord)
2. Church of South India (Église de l'Inde du Sud)
3. Congregational Church of India (Maraland) (Église congrégationaliste de l'Inde (Maraland))
4. Evangelical Church of Maraland (Église évangélique du Maraland)
5. Presbyterian Church of India (Église presbytérienne de l'Inde)
6. Reformed Presbyterian Church, NE India (Église presbytérienne réformée, Inde du Nord-Est)

- Indonésie :

1. Gereja Batak Karo Protestan (Église protestante Karo Batak)
2. Gereja Kalimantan Evangelis (Église évangélique au Kalimatan)
3. Gereja Kristen di Luwuk Banggai (Église chrétienne en Luwuk Banggai)
4. Gereja Kristen di Sulawesi Selatan (Église chrétienne en Sulawesi du sud)
5. Gereja Kristen di Timor Timur (Église chrétienne en Timor oriental)
6. Gereja Kristen Indonesia (Église chrétienne indonésienne)
7. Gereja Kristen Injili di Tanah Papua (Église chrétienne évangélique de Papouasie)
8. Gereja Kristen Java (Église chrétienne javanaise)
9. Gereja Kristen Jawi Wetan (Église chrétienne de Java oriental)
10. Gereja Kristen Pasundan (Église chrétienne pasundanaise)
11. Gereja Kristen Protestan di Bali (Église chrétienne protestante de Bali)
12. Gereja Kristen Sulawesi Tengah (Église chrétienne en Sulawesi central)
13. Gereja Kristen Sumatra Bagian Selatan (Église chrétienne de Sud-Sumatra)
14. Gereja Kristen Sumba (Église chrétienne de Sumba)
15. Gereja Masehi Injili Bolaang Mongondow (Église réformée évangélique en Bolaang Mongondow)
16. Gereja Masehi Injili di Minahasa (Église réformée évangélique en Minahasa)
17. Gereja Masehi Injili di Timor (Église réformée évangélique au Timor)
18. Gereja Masehi Injili Halmahera (Église réformée évangélique en Halmahera)
19. Gereja Masehi Injili Sangihe-Talaud (Église réformée évangélique en Sangihe-Talaud)
20. Gereja Protestan di Indonesia (Église protestante en Indonésie)
21. Gereja Protestan di Indonesia Bagian Barat (Église protestante de l'Indonésie occidentale)
22. Gereja Protestan di Sulawesi Tenggara (Église protestante de Sulawesi du Sud-Est)
23. Gereja Protestan Indonesia di Buol Tolitoli (Église protestante indonésienne en Buol Tolitoli)
24. Gereja Protestan Indonesia di Gorontalo (Église protestante indonésienne en Gorontalo)
25. Gereja Protestan Indonesia Donggala (Église protestante indonésienne de Donggala)
26. Gereja Protestan Maluku (Église protestante des Moluques)
27. Gereja Toraja (Église Toraja)
28. Gereja Toraja Mamasa (Église de Toraja Mamasa)
29. Sinode Gereja-Gereja Kristen Jawa (Église chrétienne de Java)
30. Gereja-Gereja Kristen Sumatera Bagian Selatan (Église chrétienne de Sumatra méridionale)

- Iran :

1. Klesoy Injili Iran (Église évangélique d'Iran)

- Irlande :

1. Presbyterian Church in Ireland (Église presbytérienne en Irlande)

- Israël :

1. St. Andrew's Scots Memorial Church (Église Saint-André du Mémorial des Écossais)

- Italie :

1. Chiesa Evangelica Valdese (Église évangélique vaudoise)

- Jamaïque :

1. The United Church in Jamaica & the Cayman Islands (L'Église unie en Jamaïque et aux Îles Caïmans)

- Japon :

1. Zainichi Daikan Kirisuto Kyokai Sokai (Église chrétienne coréenne au Japon)
2. Nippon Kirisuto Kyoukai (Église du Christ au Japon)

- Kenya :

1. Presbyterian Church of East Africa (Église presbytérienne d'Afrique de l'Est)
2. Reformed Church of East Africa (Église réformée d'Afrique de l'Est)

- Kiribati :

1. Kiribati Uniting Church

- Lesotho :

1. Kereke Ea Evangeli Lesotho (Église évangélique du Lesotho)

- Lettonie :

1. Rigas Reformatu bralu draudze

- Liban :

1. Մերձաւոր Արեւելքի Հայ Աւետարանական Եկեղեցիներու Միութիւն (Union des Églises évangéliques arméniennes au Proche-Orient)
2. National Evangelical Synod of Syria and Lebanon (Synode évangélique national de Syrie et du Liban)
3. Al-Ittihad Al Injili Al-Watani Fi Lubnan (L'Union évangélique nationale du Liban)

- Liberia :

1. Presbyterian Church of Liberia (Église presbytérienne du Liberia)

- Lituanie :

1. Lietuvos Evangeliku Reformatu Baznycia (Synode de l'Église reformée lituanienne)

- Luxembourg :

1. Église protestante réformée du Luxembourg

- Madagascar :

1. Fiangonan'i Jesoa Kristy Eto Madagasikara (Église de Jésus-Christ à Madagascar)

- Malaisie :

1. Gereja Presbyterian Malaysia (Église presbytérienne en Malaisie)

- Malawi :

1. Church of Central Africa Presbyterian - Blantyre Synod (Église présbytérienne d'Afrique centrale - Synode Blantyre)
2. Church of Central Africa Presbyterian - Nkhoma Synod (Église présbytérienne d'Afrique centrale - Synode Nkkhoma)

- Maroc :

1. Église évangélique au Maroc

- Îles Marshall

1. United Church of Christ-Congregational in the Marshall Islands (Église unie du Christ (congrégationaliste) aux Îles Marshall)
2. Reformed Congregational Churches (Églises réformées congrégationalistes)

- Maurice :

1. Église presbytérienne de l'Île Maurice

- Mexique :

1. Iglesia Nacional Presbiteriana de México (Église nationale presbytérienne du Mexique)
2. Iglesia Presbiteriana Asociada Reformada de México (Église presbytérienne associée et réformée du Mexique)
3. Iglesia Presbiteriana Reformada de México (Église presbytérienne réformée du Mexique)

- Mozambique :

1. Igreja de Cristo Unida em Moçambique (Église unie du Christ au Mozambique),
2. Igreja Evangélica de Cristo em Moçambique (Église évangélique du Christ au Mozambique),
3. Igreja Presbiteriana de Moçambique (Église presbytérienne du Mozambique)
4. Igreja reformada em Mocambique (Église réformée en Mozambique)

- Birmanie :

1. Christian Reformed Church in Myanmar
2. Evangelical Presbyterian Church of Myanmar
3. Independent Presbyterian Church of Myanmar
4. Mara Evangelical Church
5. Reformed Presbyterian Church of Myanmar
6. Presbyterian Church of Myanmar

- Niue :

1. Congregational Christian Church of Niue (Ekalesia Kerisiano Niue)

- Niger :

1. Église évangélique de la République du Niger

- Nigeria :

1. Christian Reformed Church of Nigeria
2. Evangelical Reformed Church of Christ
3. Reformed Church of Christ for Nations
4. Presbyterian Church of Nigeria
5. Hadaddiyar Ekklesiyar Kristi a Nigeria
6. The Universal Reformed Church of Christ

- Nouvelle-Calédonie :

1. Église protestante de Kanaky Nouvelle-Calédonie (ÉPKNC)

- Nouvelle-Zélande :

1. Presbyterian Church of Aotearoa New Zealand (Église presbytérienne d'Aotearoa, Nouvelle-Zélande)

- Ouganda :

1. Christian Reformed Church of East Africa (Église réformée chrétienne d'Afrique de l'Est)
2. Reformed Presbyterian Church in Uganda (Église réformée presbytérienne en Ouganda)
3. Reformed Presbyterian Church of Africa (Uganda)

- Pakistan :

1. Church of Pakistan (Église du Pakistan)
2. Presbyterian Church of Pakistan (Église presbytérienne du Pakistan)

- Pays-Bas :

1. Bond van Vrije Evangelische Gemeenten
2. De Protestantse Kerk in Nederland (L'Église protestante aux Pays-Bas)
3. Remonstrantse Broederschap (Fraternité remontrante)

- Philippines :

1. Iglesia Evangélica Unida de Cristo (Église évangélique unie du Christ)
2. United Church of Christ in the Philippines (Église unie du Christ aux Philippines)
3. Christian Reformed Church in the Philippines (Église réformée chrétienne aux Philippines)

- Pologne :

1. Kósciól Ewangelicko-Reformowany (Église évangélique réformée de la République de Pologne)

- Polynésie française

1. Etaretia Evaneria no Porinetia Farani (Église protestante Maòhi depuis 2004)

- Portugal :

1. Igreja Evangélica Presbiteriana de Portugal (Église évangélique presbytérienne du Portugal)

- République centrafricaine :

1. Église protestante du Christ-Roi

- République démocratique du Congo :

1. Communauté évangélique du Congo,
2. Communauté presbytérienne réformée en Afrique,
3. Communauté presbytérienne au Congo,
4. Communauté presbytérienne de Kinshasa,
5. Communauté presbytérienne du Kasaï oriental,
6. Communauté presbytérienne au Kasai occidental,
7. Communauté protestante au Katanga,
8. Communauté réformée des presbytériens,
9. Communaute presbyterienne de Kinshasa

- République dominicaine :

1. Iglesia Evangélica Dominicana (Église évangélique dominicaine)
2. Christian Reformed Church in the Dominican Republic (Église réformée chrétienne en République dominicaine)

- La Réunion :

1. Église protestante de La Réunion

- Roumanie :

1. Kiralyhagomelleki Reformatus Egyhazkeruelet (Oradea) (Église réformée en Roumanie (Oradea))
2. Romaniai Reformatus Egyhaz - Erdelyi Egyhazkerület (Église réformée en Roumanie-district de Transylvanie)

- Royaume-Uni :

1. Church of Scotland (Église d'Écosse)
2. Presbyterian Church of Wales (Église presbytérienne du Pays de Galles)
3. Undeb Yr Annibynwyr Cymraeg (Union des Indépendants gallois)
4. United Free Church of Scotland (Église libre unie d'Écosse)
5. United Reformed Church (L'Église réformée unie)
6. Presbyterian Church in Ireland (Église presbytérienne en Irlande)

- Rwanda :

1. Église presbytérienne au Rwanda

- Salvador :

1. Iglesia Reformada Calvinista de El Salvador (Église réformée calviniste du Salvador)

- Samoa :

1. Ekalesia Fa' apotopotoga Kerisinao I Samoa (Église chrétienne congrégationaliste aux Samoa)

- Samoa américaines :

1. Ekalesia Fa'apotopotoga Kerisiano I Amerika Samoa (Église chrétienne congrégationaliste aux Samoa américaines)

- Sénégal :

1. Église protestante du Sénégal

- Serbie :

1. Реформатска хришћанска црква у Србији (Église chrétienne réformée en Serbie)

- Singapour :

1. The Presbyterian Church in Singapore (L'Église presbytérienne à Singapour)

- Slovaquie :

1. Reformovaná Krest. Církev na Slovensku (Église chrétienne réformée en Slovaquie)

- Slovénie :

1. Reformed Christian Church in Slovenia (Église chrétienne réformée en Slovénie)

- Soudan :

1. Presbyterian Church of South Sudan and Sudan (Église presbytérienne du Soudan)

- Soudan du Sud

1. Africa Inland Church Sudan
2. Sudanese Reformed Churches

- Sri Lanka :

1. Église réformée chrétienne au Sri Lanka, précédemment dénommée Église réformée hollandaise au Sri Lanka
2. Presbytery of Lanka (Presbytère de Lanka)

- Suède :

1. Svenska Missionsförbundet

- Suisse :

1. Fédération des Églises protestantes de Suisse

- Eswatini

1. Swaziland Reformed Church (Église réformée du Swaziland)

- Taïwan :

1. Presbyterian Church in Taiwan (Église presbytérienne à Taïwan)

- République tchèque :

1. Ceskobratrská Církev Evangelická (Église évangélique des Frères tchèques)

- Thaïlande :

1. Church of Christ in Thailand (Église du Christ en Thaïlande)

- Timor oriental

1. Igreja Protestant Iha Timor Lorosa’e

- Togo :

1. Église évangélique presbytérienne du Togo

- Trinité-et-Tobago :

1. Presbyterian Church in Trinidad and Tobago (Église presbytérienne à Trinité-et-Tobago)

- Tuvalu

1. Te Ekalesia Kelisiano Tuvalu (L'Église chrétienne de Tuvalu)

- Ukraine :

1. Karpataljai Reformatus Egyhaz (Église réformée des Carpates)

- Uruguay :

1. Iglesia Evangélica Valdense del Río de la Plata (Église évangélique vaudoise du Rio de la Plata)

- Vanuatu

1. Presbyterian Church of Vanuatu (Église presbytérienne du Vanuatu)

- Venezuela :

1. Église presbytérienne du Venezuela (es)

- Viêt Nam

1. Presbyterian Church of Vietnam (Hoi Thanh Tin Lanh Truong-Lao Viet-Nam)

- Zambie :

1. Reformed Church in Zambia (Église réformée en Zambie),
2. United Church of Zambia (Église unie de Zambie)
3. Church of Central Africa Presbyterian - Zambia Synod (Église présbytérienne d'Afrique Centrale - Synode de Zambie)

- Zimbabwe :

1. Reformed Church in Zimbabwe (Église réformée au Zimbabwe)
2. Church of Central Africa Presbyterian - Harare Synod (Église présbytérienne d'Afrique Centrale - Synode d'Harare)